# Мужская сборная Израиля по баскетболу 3×3
Мужская сборная Израиля по баскетболу 3×3 представляет Израиль на международных соревнованиях по баскетболу 3×3. Управляющим органом является Ассоциация баскетбола Израиля.
По состоянию на 4 сентября 2024, мужская сборная Израиля по баскетболу 3×3 занимает 20-е место в мировом рейтинге ФИБА мужских сборных по баскетболу 3×3.

## Результаты выступлений
| Турнир                             | Золото | Серебро | Бронза | Всего |
| ---------------------------------- | ------ | ------- | ------ | ----- |
| Чемпионат мира по баскетболу 3×3   | —      | —       | —      | —     |
| Чемпионат Европы по баскетболу 3×3 | —      | —       | —      | —     |
| Европейские игры                   | —      | —       | —      | —     |
| Итого                              | —      | —       | —      | —     |

### Чемпионат мира по баскетболу 3×3
| Год        | Место          | Игры           | Победы         | Поражения      | Состав команды                                     |
| ---------- | -------------- | -------------- | -------------- | -------------- | -------------------------------------------------- |
| Афины 2012 | 4              | 9              | 5              | 4              | Yoad Bet Yosef, Amit Simhon, Amit Tamir, Cory Carr |
| 2014—2022  | не участвовали | не участвовали | не участвовали | не участвовали | не участвовали                                     |
| Вена 2023  | 14             | 4              | 2              | 2              | Ben Altit, Gur Lavy, Guy Palatin, Joaquin Szuchman |

### Чемпионат Европы по баскетболу 3×3
| Год            | Место          | Игры           | Победы         | Поражения      | Состав команды                                                    |
| -------------- | -------------- | -------------- | -------------- | -------------- | ----------------------------------------------------------------- |
| Бухарест 2014  | 9              | 3              | 1              | 2              | Yoad Bet Yosef, Ofir Huber, Amit Simhon, Amit Tamir               |
| 2016—2019      | не участвовали | не участвовали | не участвовали | не участвовали | не участвовали                                                    |
| Париж 2021     | 11             | 2              | 0              | 2              | Gabriel Chachashvili, Shmuel Malcov, Raz Nisim Cohen, Guy Palatin |
| Грац 2022      | 8              | 3              | 1              | 2              | Netanel Artzi, Gil Benny, Gur Lavy, Joaquin Szuchman              |
| Иерусалим 2023 | 10             | 2              | 0              | 2              | Netanel Artzi, Tomer Assayag, Gil Benny, Joaquin Szuchman         |
| 2024—н. в.     | не участвовали | не участвовали | не участвовали | не участвовали | не участвовали                                                    |

### Европейские игры
| Год         | Место          | Игры           | Победы         | Поражения      | Состав команды                                            |
| ----------- | -------------- | -------------- | -------------- | -------------- | --------------------------------------------------------- |
| Баку 2015   | 15             | 4              | 0              | 4              | Yoad Bet Yosef, Vladi Ermichin, Ofir Huber, Tom Stroosky  |
| 2019        | не участвовали | не участвовали | не участвовали | не участвовали | не участвовали                                            |
| Краков 2023 | 8              | 4              | 2              | 2              | Ben Altit, Netanel Artzi, Tomer Assayag, Joaquin Szuchman |